# Six to Midnight
Six to Midnight é o sexto álbum de estúdio da banda Grinspoon, lançado a 11 de setembro de 2009.
O disco estreou no número 6 na parada da ARIA Charts. Tendo o primeiro single "Comeback", atingido o número 48 também na Austrália.

## Faixas
1. "Dogs" – 3:07
2. "Run" – 3:07
3. "Comeback" – 3:07
4. "Takes One" – 3:22
5. "Premonitions" – 3:22
6. "Right Now" – 3:29
7. "Give You More" – 4:06
8. "Lockdown" – 3:27
9. "Tonight" – 3:40
10. "Passenger" – 3:43
11. "Innocence" – 3:21
12. "Surrender" – 3:31
13. "Summer" – 3:34